# (4948) Hideonishimura
(4948) Hideonishimura es un asteroide perteneciente al cinturón de asteroides, descubierto el 3 de noviembre de 1988 por el equipo del Observatorio de Nihondaira desde el Observatorio de Nihondaira, Shimizu-ku, Japón.

## Designación y nombre
Designado provisionalmente como 1988 VF1. Fue nombrado Hideonishimura en honor al astrónomo japonés Hideo Nishimura que comenzó a buscar cometas en el año 1965 encontrando el cometa “C/1994 N1” (Nakamura-Nishimura-Machholz). También descubrió nueve novas entre los años 2003 al 2008.

## Características orbitales
Hideonishimura está situado a una distancia media del Sol de 2,168 ua, pudiendo alejarse hasta 2,588 ua y acercarse hasta 1,748 ua. Su excentricidad es 0,193 y la inclinación orbital 3,096 grados. Emplea 1166 días en completar una órbita alrededor del Sol.

## Características físicas
La magnitud absoluta de Hideonishimura es 14. Tiene 3,879 km de diámetro y su albedo se estima en 0,335.